# Стихомітія
Стихомітія (старогрец. stikos «вірш» і mythos «оповідь») — це миттєвий вербальний взаємообмін між двома персонажами (декілька віршованих рядків чи фраз, один віршований рядок, ба навіть два-три слова), найчастіше в особливо драматичний момент дії. Стихомітію використовували у старогрецькому та римському театрах. У класичну епоху (XVI—XVII ст.) він мав певний успіх в емоційні моменти п'єси. Цей діалог зазнавав не меншого успіху, коли переростав в очевидний засіб нехтування риторичною організацією тирад. У натуралістичній драмі та т. зв. психологічному театрі він часто вживаний технічний засіб, що достеменно вписується в ключовий момент добре скроєні п'єси.

## Психологізація дискурсу
Стихомітія справляє враження вербальної дуелі між протаґоністами у розпалі конфлікту. Створює промовистий образ суперечності дискурсів і поглядів та вказує на момент появи в дуже строгій дискурсній структурі тирад емоційного, неконтрольованого й підсвідомого елементу.

## Семантичні інверсії
Кожен діалог вводить поперемінно «я» і «ти», до того ж правило гри вимагає паузи у мові одного персонажа, поки не перестане говорити його співрозмовник. Співрозмовники пов'язані єдиною темою і ситуацією процесу висловлювання, що тримає їх разом удвох, кожної миті загрожуючи вплинути на тему. Кожен співрозмовник несе в собі свій власний семантичний контекст: не можна ніколи напевно передбачити, що нового скаже співрозмовник, адже діалог — це послідовність контекстуальних розривів. Що коротший виступ співрозмовника, то більша ймовірність різкої зміни контексту. Таким чином, стихомітія — це справді драматичний момент п'єси, оскільки все, як нам видається, можна висловити, а суспенс глядача (а також кожного співрозмовника) зростає відповідно до жвавості словесного обміну між ними. Стихомітія — це вербальний образ сутички між контекстами, персонажами та поглядами. Як повноцінний дискурс (інтенсивний, гіпердраматичний) і водночас пустослівний(оприлюднення семантичних «дір» у контекстах), стихомітія є гіперболізованою формою театрального дискурсу.

## Приклади стихомітії
У «Лісовій пісні» Леся Українка нерідко звертається до стихомітії, наприклад в епізоді розмови Перелесника з Мавкою:

Мавка: В гаю я зривала кучерики з хмелю…
Перелесник: Щоб мені послати пишну постелю?
Мавка: Ні, щоб перевити се волосся чорне!
Перелесник: Сподівалась, може миленький пригорне?
Мавка: Ні, мене береза ніжно колихала!
Перелесник: А проте... здається... ти когось кохала?